# Слонимский, Леонид Зиновьевич
Леонид-Людвиг Зиновьевич Слонимский (1850 — 12 января 1918) — российский публицист.

## Биография

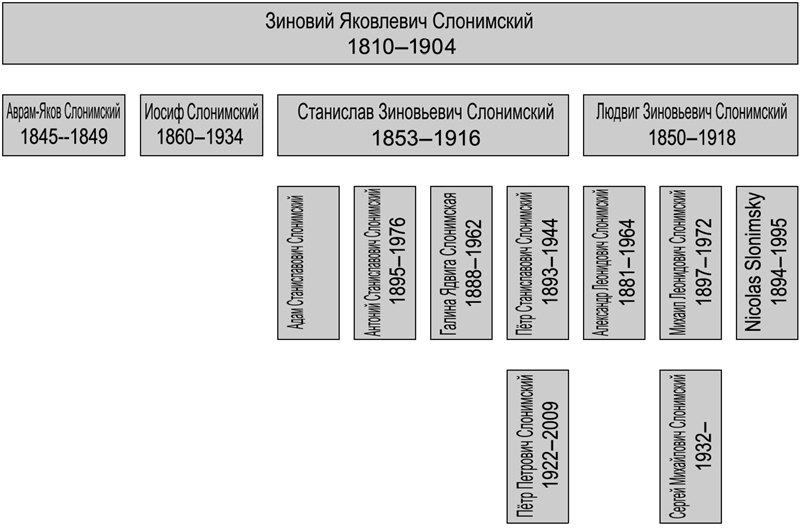
Семейное древо

Леонид-Людвиг Зиновьевич Слонимский родился в 1850 году в Варшаве в семье известного еврейского писателя и учёного Зиновия Слонимского. Учился сначала в Варшавской гимназии, а затем в Житомирской.
В 1872 году успешно окончил курс юридического факультета в Киевском университете. Поселился в Петербурге; приняв христианство, женился на сестре Зинаиды Венгеровой.
С 1872 года печатал статьи в «Судебном вестнике» и «Судебном журнале» Думашевского, позднее также в «Журнале гражданского и уголовного права».
В 1875—1879 годах вёл политический отдел в газете «Русский мир» (при генерале Черняеве) и в последний год существования издания заведовал её редакцией вместе с Евгением Раппом.
С 1879 года сотрудничал в журнале «Слово» до перехода его к Алексею Головачёву.
В 1881—1882 годах заведовал политическим отделом в газете «Порядок» после В. Ф. Корша.
С конца 1882 года стал постоянным сотрудником петербургского журнала «Вестник Европы», где поместил ещё в 1878 году статью «О забытых экономистах» (отчасти против Карла Маркса). В январской книге за 1883 год напечатал этюд о поземельной собственности и с того же времени вёл «иностранное обозрение» в журнале. Его многочисленные статьи в «Вестнике Европы» были посвящены, главным образом, вопросам экономическим и общественно-политическим.
О поземельном и, в частности, крестьянском вопросе он читал также доклады в Санкт-Петербургском юридическом обществе в 1885 и в 1891—1892 годах. Защищая общину, он оспаривал, однако, теории и выводы народников; восставал против односторонней промышленной и финансовой политики, направленной к искусственному обогащению капиталистов и предпринимателей в ущерб народному земледелию и рабочему классу; доказывал логическую несостоятельность доктрины Маркса и его последователей; писал о денежной реформе (1895—1897), высказываясь против крайностей золотой валюты, и стоял за французскую смешанную систему монетного обращения.
По вопросам правоведения и законодательства напечатаны им статьи в «Слове» (1879—1881) об экономических основах юриспруденции, в «Вестнике Европы» — о научной схоластике (1891), о теории и практике законности (1895), о социальном вопросе и ученых юристах (1894), о ростовщичестве и податной системе (1893), о новом гражданском уложении (1883 и 1900), о положении душевнобольных и ответственности их перед судом (доклад в юридическом обществе, 1883 г.; статьи в «Вестнике психиатрии» проф. Мержеевского за 1883 г. и в «Вестнике Европы», 1893), в «Европейской библиотеке» — о юридическом положении евреев (1878).
По вопросам социологическим и философским (в «Вестнике Европы») — статьи о теориях прогресса (разбор книги проф. Н. И. Кареева, 1883 г., и полемика против «субъективного метода» Н. К. Михайловского в 1889—1890 гг.), о сочинениях Ренана (1892—1893), об учении графа Л. Н. Толстого (1886—1891), о праве и бесправии войны (1886 и след.), об идее вечного мира (1898—1899) и др.
По политике — о либерализме русском в отличие от западноевропейского (1883—1884), о «балканских делах» (1887), о «торжестве миролюбия» (1894, за подписью Z), о книге К. П. Победоносцева (1896, за подписью L), о бюрократии (1900).
По истории — о Наполеоне I и Кромвеле (1895), об Александре I (1891—1893), о внешней политике Николая I (1888), о временах Второй империи (1895—1896).
Редактировал вместе с профессором Д. А. Корсаковым издание полного собрания сочинений К. Д. Кавелина, законченное в 1900 году.
С 1898 года редактировал вместе с В. А. Фаусеком «Малый энциклопедический словарь Брокгауза-Ефрона».
Леонид-Людвиг Зиновьевич Слонимский скончался в 1918 году, похоронен на Волковском кладбище — Литераторских мостках.

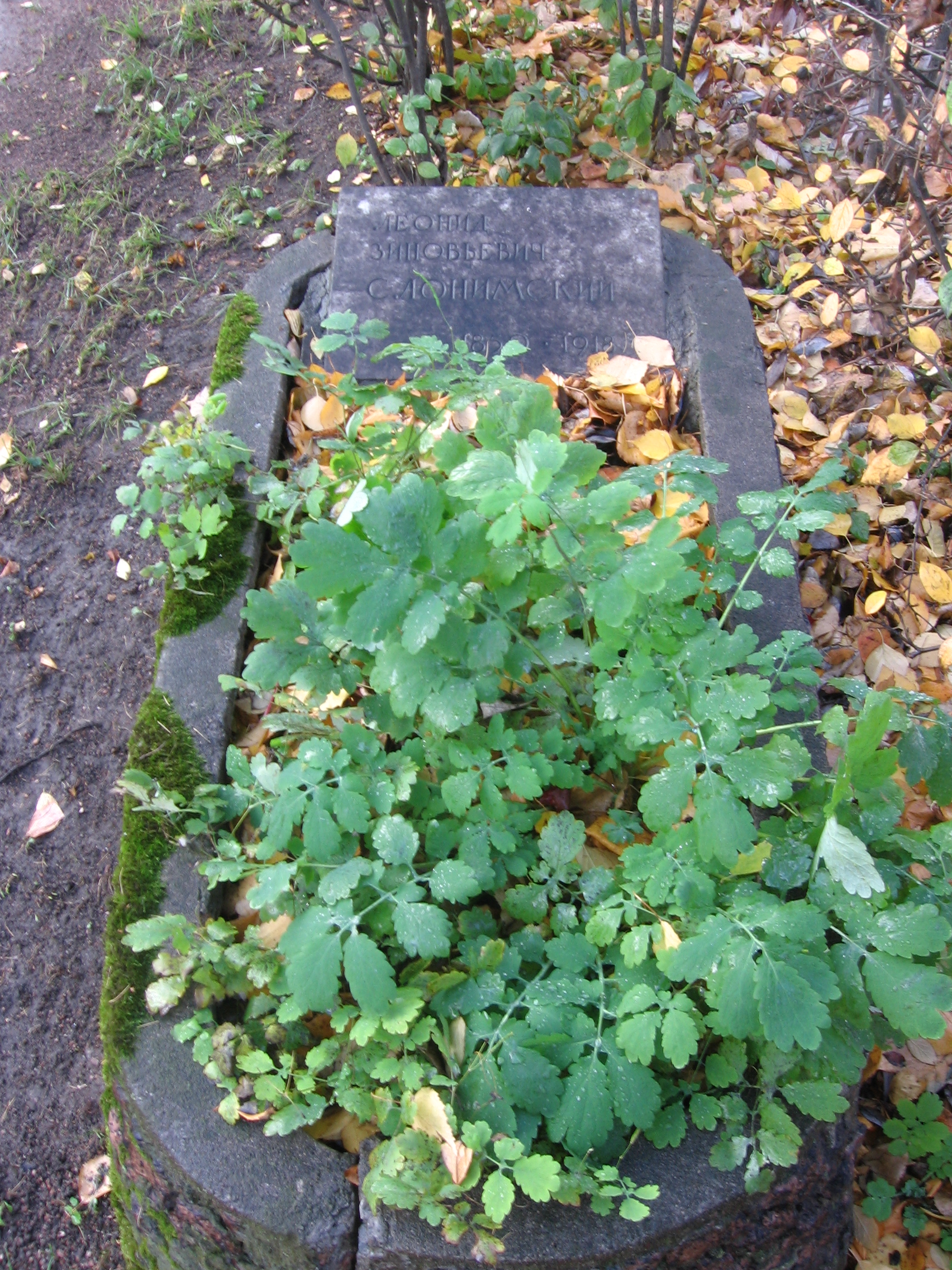
Надгробие Л. З. Слонимского на Литераторских мостках

## Семья
Сыновья — Михаил Слонимский, писатель; Александр Слонимский, музыковед; Николай Слонимский, композитор. Дочь — Юлия Леонидовна Сазонова (1884—1957), литературный, балетный и театральный критик, историк театра, литератор, деятельница русской эмиграции во Франции.